# Gorkha (stad)
Gorkha, vroeger Prithbinarayan of Pritvinarayan (Sanskriet: पृथ्वीनारायन), is een stad (Engels: municipality; Nepalees: nagarpalika) in het westen van Nepal, en tevens de hoofdstad van het gelijknamige district Gorkha. De stad telde bij de volkstelling in 1991 25.000 inwoners, in 2001 25.783, in 2011 32.473.
De stad was in de 18e eeuw de residentie van koning Prithvi Narayan Shah en zijn opvolgers, wier krijgers Gurkha werden genoemd, naar de stad.